# Гай Аквилий Прокул
Гай Аквилий Прокул (на латински: Gaius Aquilius Proculus) е политик и сенатор на Римската империя през 1 век. Произлиза от Пуцеолис в Кампания от фамилията Аквилии, един от най-старите римски родове.
През 90 г. той е суфектконсул заедно с Публий Бебий Италик. През 103/104 г. е проконсул на провинция Азия.
Член е на колегията квиндецимвири (Quindecimviri sacris faciundis).